# Исидор Харакски
Вижте пояснителната страница за други личности с името Исидор.
Исидор Харакски (на старогръцки: Ἰσίδωρος ὁ Χαρακηνός / ʼIsídōros ho Charakīnós; на латински: Isidorus Characenus) е гръцки географ от 1 век пр.н.е./1 век в Римската империя. Често е споменаван като източник от Плиний Стари.
Той произлиза от Харакс, столицата на Харакена на Персийския залив. По поръчка на император Август той пише книга за измерването на земята. Тази книга съдържа и описание за пътуване в Партското царството (Mansiones Parthicae „Партски пътни станции“). Книгата е отчасти запазена.
От него е запазено и описанието за гмуркачите за перли в Персийския залив.